# The Gilded Palace of Sin
| Recensione                        | Giudizio   |
| --------------------------------- | ---------- |
| AllMusic                          | [ 1 ]      |
| The New Rolling Stone Album Guide | [ 2 ]      |
| Storia della musica               | 9/10       |
| Sputnikmusic                      | 4.3 superb |

The Gilded Palace of Sin è il primo album discografico del gruppo musicale country rock Flying Burrito Brothers, pubblicato nel 1969 dalla A&M Records.
L'album continua il discorso musicale portato avanti da Gram Parsons e Chris Hillman circa la riscoperta della musica country moderna, fondendo insieme influenze tradizionali come il folk e il country & western con altri generi musicali quali il gospel, il soul, e il rock and roll.
Nel 2003 l'album è stato classificato alla posizione numero 192 nella lista dei 500 migliori album di sempre redatta dalla rivista Rolling Stone.
Per diversi anni, l'album non è stato ristampato in formato compact disc negli Stati Uniti.

## Il disco

### Origine e storia
Dopo la pubblicazione dell'album Sweetheart of the Rodeo (1968), Gram Parsons lasciò i Byrds alla partenza di un progettato tour in Sud Africa. Il bassista dei Byrds Chris Hillman, poco tempo dopo uscì anche lui dal gruppo e si unì a Parsons in una nuova band, i "Flying Burrito Brothers", in qualità di chitarrista.
L'album di debutto dei Burrito fu The Gilded Palace of Sin (in italiano "Il palazzo dorato del peccato"). Molte delle canzoni presenti sull'album furono composte da Parsons e Hillman in una grande casa a Reseda nella San Fernando Valley ribattezzata "Burrito Manor" nel corso di un paio di mesi. I due, entrambi da poco divorziati dalle rispettive compagne, danno libero sfogo alle proprie passioni musicali frequentando alla sera vari locali come il "The Hobo", il "The Plantation", e il "Red Velour" dove assistono a concerti di vari musicisti country della zona di Tulsa, che saranno di grande ispirazione per le atmosfere dei brani sull'album. Reclutati il suonatore di pedal steel guitar "Sneaky" Pete Kleinow, e il bassista Chris Ethridge, il gruppo si mise al lavoro sulle canzoni scritte per la produzione dell'album. La neonata band non aveva in formazione un batterista fisso durante le sedute di registrazione per The Gilded Palace of Sin, ma si avvalse di numerosi turnisti di volta in volta.
Lungi dal suonare in maniera convenzionale lo strumento, il chitarrista "Sneaky" Pete Kleinow suonò la pedal steel guitar facendo spesso uso di un distorsore fuzzbox e/o filtrando il suono attraverso un amplificatore Hammond Leslie, aggiungendo un tocco psichedelico a molte delle canzoni del disco. Questa originale commistione di generi è ben rappresentata anche dalla copertina dell'album, dove la band appare indossando sgargianti vestiti country realizzati a Hollywood, conservando però l'apparenza da hippy (capelli lunghi, aspetto trasandato, ecc...) con un tocco di trasgressione dato dai disegni delle foglie di cannabis che adornano la giacca di Parsons.

### Descrizione dei brani
Il brano d'apertura, Christine's Tune, è dedicato alla celebre groupie "Miss Christine" (Christine Frka) delle GTO's, apparsa nello stesso periodo anche sulla copertina dell'album Hot Rats di Frank Zappa. Sin City è una ballata agrodolce con riferimenti critici alla sfarzosità opulenta e volgare di Hollywood, dove viene fatto specifico riferimento alla "porta placcata d'oro" dell'ufficio del manager dei Byrds Larry Spector, con il quale Parsons e Hillman avevano entrambi questioni di denaro in sospeso. Musicalmente il pezzo è notevole per il suo incedere lento e sommesso, che presenta intrecci sonori improntati all'essenziale, scarni ma efficaci, uniti ad un cantato sensibile e sofferto. Sia la musica che le parole si pongono come una sorta di predicazione country-rock circa il tema del peccato e della corruzione: «On the thirty-first floor your gold-plated door / Won't keep out the Lord's burning rain» "(Nel trentunesimo piano la tua porta placcata d'oro / Non terrà lontano la pioggia bruciante del Signore"). Le due cover R&B sul disco, Dark End of the Street e Do Right Woman, entrambi brani composti da Dan Penn, sono due perfetti esempi di quella fusione country-soul che Parsons spesso definiva "musica americana cosmica". Do Right Woman contiene la partecipazione straordinaria dell'ospite d'eccezione David Crosby alle armonie vocali.
Nonostante si tratti di un album sostanzialmente country, brani come la polemica My Uncle e Hippie Boy aggiungono al tutto una nota di controcultura anni sessanta facendo riferimento ai disordini accaduti tra manifestanti e polizia nel corso della Convention Democratica di Chicago del 1968. Queste due tracce sono i brani simbolo dell'originale stile country-hippy dell'album, dove vengono idealmente riuniti i redneck reazionari con i capelloni idealisti della musica rock dell'epoca. A tal proposito, il giornalista musicale biografo di Gram Parsons, Sid Griffin, definì i testi di brani come questi rivoluzionari in quanto si dimostrerebbero essere l'equivalente nel country di Bob Dylan o Lou Reed per il rock, dando alla musica country un nuovo catalogo di argomenti come la guerra in Vietnam, le droghe, l'alienazione delle grandi metropoli, e le inquietudini generazionali degli anni sessanta.
Wheels parla di spensierate corse in motocicletta (una delle passioni di Parsons) lungo vasti paesaggi desolati, sulle quali aleggia, però, lo spettro di un finale tragico prospettato dalla frase: «We're Not Afraid to Die» ("Non abbiamo paura di morire"). Juanita è una canzone dedicata a una ragazza conosciuta da Hillman, nella quale vengono raccontate la sua passione per le droghe e le sue tendenze suicide. Hot Burrito #1 e Hot Burrito #2 sono due variazioni della stessa dichiarazione sentimentale di amore e fedeltà fatta da Parsons a Nancy Ross, che nel frattempo aveva però già lasciato. La malinconica ballata Do You Know How It Feels richiama, a tratti, i brani di Hank Williams con la sua tematica sulla solitudine esistenziale.

### Pubblicazione e accoglienza
Come Sweetheart of the Rodeo, anche The Gilded Palace of Sin non fu un successo commerciale. L'album raggiunse a stento la posizione numero 164 della classifica statunitense di Billboard, mentre in Gran Bretagna non riuscì nemmeno ad entrare in classifica. Ad oggi, la RIAA non lo ha ancora certificato disco d'oro. Tuttavia, il suo impatto artistico è cresciuto con il passare degli anni, influenzando, per esempio, gli Eagles, che avrebbero trasformato il country rock in un cliché commerciale di grande successo negli anni a venire. Durante gli anni ottanta, il movimento "New Traditionalist" della musica country mainstream fu ampiamente influenzato da The Gilded Palace of Sin, con artisti come Travis Tritt, Vince Gill, Alan Jackson, Clint Black e Randy Travis.
Oggi, The Gilded Palace of Sin, considerato insieme a Sweetheart of the Rodeo il primo album a rivoluzionare gli schemi tipici della musica country legata a Nashville, continua ad esercitare la sua influenza sulla corrente musicale dell'alternative country. Band come Wilco, Son Volt, Whiskeytown, e The Jayhawks, come anche i musicisti Dwight Yoakam, Lucinda Williams, Emmylou Harris, e Steve Earle hanno tutti registrato musica che contiene tracce di quanto racchiuso nelle note di The Gilded Palace of Sin. Anche un artista estraneo all'ambiente country come Elvis Costello, ha citato l'album come uno dei suoi preferiti in assoluto, e spesso ha eseguito delle cover di canzoni del disco nel corso della sua carriera.

## Tracce
Lato A
1. Christine's Tune – 3:02 (Chris Hillman, Gram Parsons)
2. Sin City – 4:10 (Chris Hillman, Gram Parsons)
3. Do Right Woman – 3:56 (Chips Moman, Dan Penn)
4. Dark End of the Street – 3:55 (Dan Penn, Spooner Oldham)
5. My Uncle – 2:36 (Chris Hillman, Gram Parsons)

Durata totale: 17:39
Lato B
1. Wheels – 3:02 (Chris Hillman, Gram Parsons)
2. Juanita – 2:28 (Chris Hillman, Gram Parsons)
3. Hot Burrito #1 – 3:37 (Chris Ethridge, Gram Parsons)
4. Hot Burrito #2 – 3:15 (Chris Ethridge, Gram Parsons)
5. Do You Know How It Feels – 2:06 (Barry Goldberg, Gram Parsons)
6. Hippie Boy – 4:55 (Chris Hillman, Gram Parsons)

Durata totale: 19:23
CD del 2010 (in edizione limitata), pubblicato dalla A&M Records (UICY 20071)
1. Christine's Tune – 3:02 (Chris Hillman, Gram Parsons)
2. Sin City – 4:10 (Chris Hillman, Gram Parsons)
3. Do Right Woman – 3:56 (Chips Moman, Dan Penn)
4. Dark End of the Street – 3:55 (Dan Penn, Spooner Oldham)
5. My Uncle – 2:36 (Chris Hillman, Gram Parsons)
6. Wheels – 3:02 (Chris Hillman, Gram Parsons)
7. Juanita – 2:28 (Chris Hillman, Gram Parsons)
8. Hot Burrito #1 – 3:37 (Chris Ethridge, Gram Parsons)
9. Hot Burrito #2 – 3:15 (Chris Ethridge, Gram Parsons)
10. Do You Know How It Feels – 2:06 (Barry Goldberg, Gram Parsons)
11. Hippie Boy – 4:55 (Chris Hillman, Gram Parsons)
12. The Train Song – 3:04 (Chris Hillman, Gram Parsons) – Bonus Track

Durata totale: 40:06

## Formazione
- Gram Parsons - chitarra ritmica, tastiere
- Gram Parsons - voce solista (brani: Hot Burrito #1 e Hot Burrito #2)
- Gram Parsons e Chris Hillman - voce (brani: Christine's Tune, Sin City, Do Right Woman, Dark End of the Street, My Uncle, Wheels, Juanita e Do You Know How It Feels)
- Chris Hillman - chitarra ritmica
- Chris Hillman - mandolino (brano: My Uncle)
- Chris Hillman e Hot Burrito Chorus - voce (brano: Hippie Boy)
- Chris Hillman e Chris Ethridge - accompagnamento vocale, cori (brano: Hot Burrito #2)
- Chris Ethridge - basso
- Chris Ethridge - pianoforte (brani: Hot Burrito #1 e Hot Burrito #2)
- Sneaky Pete Kleinow - chitarra steel

Ospiti:
- Jon Corneal - batteria (brani: Christine's Tune, Do Right Woman, Dark End of the Street, My Uncle e Juanita)
- Eddie Ho - batteria (brani: Sin City e Do You Know How It Feels)
- Sam Goldstein - batteria (brano: Wheels)
- Popeye Phillips - batteria (brani: Hot Burrito #1, Hot Burrito #2 e Hippie Boy)

Note aggiuntive:
- The Flying Burrito Brother, Larry Marks e Henry Lewy - produttori
- Henry Lewy - ingegnere della registrazione
- David Crosby - cori (brano: Do Right Woman)[8]
- Barry Feinstein - fotografie[9]